# ファニー・ガール
『ファニー・ガール』（Funny Girl）は、1968年制作のアメリカ合衆国のコメディドラマ映画。1964年にイソベル・レナート脚本でブロードウェイで初演されたミュージカル『ファニー・ガール』の映画化であり、レナートが映画版でも脚本を執筆し、ウィリアム・ワイラーが監督を務めた。ブロードウェイや映画で活躍した喜劇女優ファニー・ブライスの半生およびキャリア、起業家でギャンブラーのニック・アーンスティンとの波乱万丈な関係を大まかに基にしている。
ブライスの義理の息子であるレイ・スタークが自身が設立したラスター・プロダクションの第1作目としてプロデュースし、ジューリー・スタインとボブ・メリルが作詞作曲した。
舞台版に引き続きブライスを演じたバーブラ・ストライサンドが本作で映画デビューし、オマー・シャリフがアーンスティン役を演じた他、ケイ・メドフォード、アン・フランシス、ウォルター・ピジョン、リー・アレン、メイ・クウェステルが出演した。
批評的にも商業的にも大ヒットし、アメリカ国内で同年最高の興行収入を記録し、第41回アカデミー賞において8部門にノミネートされた。アカデミー主演女優賞にノミネートされたストライサンドは『冬のライオン』に出演したキャサリン・ヘプバーンと得票数が同じになったため史上初の2人同時受賞となった。2006年、アメリカン・フィルム・インスティチュートにより「ミュージカル映画ベスト」の第16位にランク付けされた。2002年、「情熱的な映画ベスト100」の第41位にランク付けされ、2005年、「アメリカ映画主題歌ベスト100」において楽曲「"People"」が第13位、「パレードに雨を降らせないで」が第46位にランク付けされ、2005年、「アメリカ映画の名セリフベスト100」において「今日は、大スターさん（"Hello, gorgeous"）」が第81位にランク付けされた。『ファニー・ガール』は傑作ミュージカル映画の1つとされている。
2016年、アメリカ議会図書館により「文化的、歴史的、審美的に優れている」としてアメリカ国立フィルム登録簿に登録された。

## あらすじ

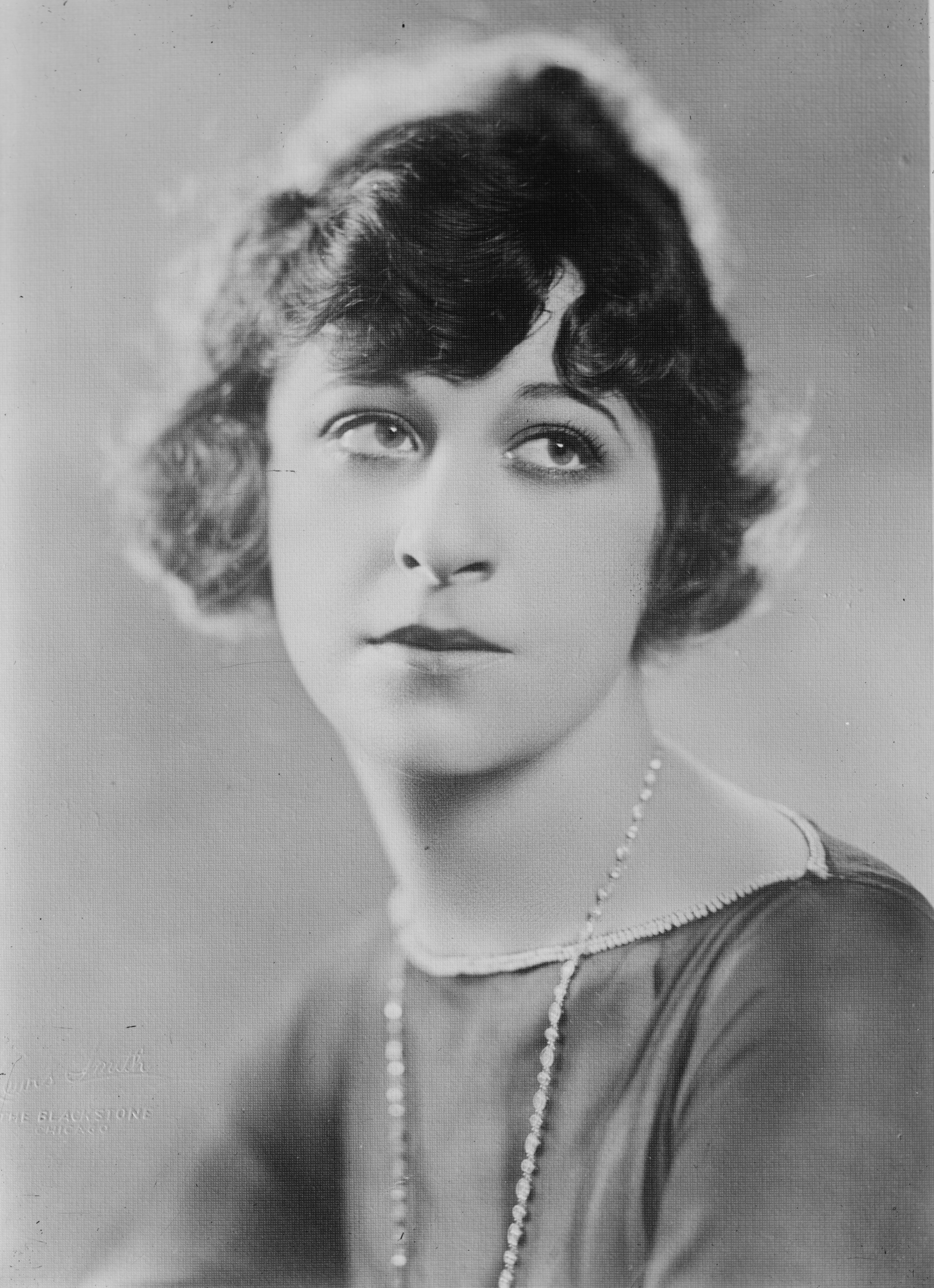
ファニー・ブライスの半生および恋愛を基にしている。

第一次世界大戦前のニューヨーク。『ジーグフェルド・フォリーズ』主演のファニー・ブライスは夫のニック・アーンスティンの出所を待ち、出会いと結婚時を思い返す。
舞台女優を目指す10代のファニーはヴォードヴィルで初めての職を得る。母親とその友人ストラコシュ夫人はファニーが誰もが認める美人ではないため、なんとか説得してショービジネスを諦めさせようとする("If a Girl Isn't Pretty")。ヴォードヴィル劇場でのリハーサル中、劇団の団長はファニーの下手なダンスと容姿に不満を言う。ファニーは解雇されそうになるが、なんとか逃れる("I'm the Greatest Star")。エディの助けと励ましのおかげで、ファニーはローラースケートができないにもかかわらずローラースケートのシーンに出演する。このシーンは酷い出来であったが、観客は面白がり喝采する("Rollerskate Rag")。ファニーはソロで「"I'd Rather Be Blue Over You (Than Happy With Somebody Else)"」を歌う。このデビューの後、ファニーは上品なニックと出会う。6ヶ月後、ファニーは夢に見た「ジーグフェルド・フォリーズ」のメンバーとなる。デビュー作にてファニーはオチの新婦役を妊婦にしてロマンティックな曲をお笑いに変える("His Love Makes Me Beautiful")。ファニーは「ジーグフェルド・フォリーズ」を解雇されそうになるが、母親たちが楽屋を訪れコミカルなシーンを称賛したためジーグフェルドは考えを改め、以降の公演も同じようにやるようにと語る。ファニーはニックと再会し、ヘンリー通りのファニーの自宅でのデビュー祝いのパーティに同席する("People")。
1年後、ファニーはブロードウェイの新たなスターとなっている。ファニーがツアー公演でボルチモアに立ち寄るとニックと再会する。豪華なレストランで食事の後、互いの気持ちを確かめ合う("You Are Woman, I Am Man")。ファニーはニックと一緒にいたいため、シカゴに向かう「ジーグフェルド・フォリーズ」に同行せずニューヨークへ向かう("Don't Rain on My Parade")。海外に向かう船舶の中で、ニックはポーカーの賭けに勝ったら結婚しようと約束し、その通りになる。2人は豪邸に暮らし、娘をもうける("Sadie, Sadie")。ファニーは「ジーグフェルド・フォリーズ」に復帰する。
ニックは複数の事業で失敗し、大金を失う。ニックはギャンブルで忙しく、ファニーの新作舞台の初演に出席しない("Swan")。ファニーは落胆し、2人は口論となる。ニックの状況を知るファニーの母はファニーに、ニックを愛しすぎず、手助けするようにと助言する。妻からの経済支援を拒否するニックは債券詐欺に関わり逮捕される。ファニーはジーグフェルドからニック収監の報せを受け、ジーグフェルドはファニーに劇場に残り裁判を起こすよう助言するが、ファニーはこれに反して劇場を出る。法廷審問にてニックは罪を認めなかったが、横領罪で懲役18ヶ月を言い渡される。ニックの収監直前、ファニーはニックから「ファニー・ガール」と呼ばれ切なくなる("Funny Girl")。ニックの釈放後、2人は離婚する。ファニーは傷心しつつ「私は永遠に彼のもの」と宣言する("My Man")。

## キャスト
※括弧内は日本語吹替（Netflix配信版）
| - ファニー・ブライス: バーブラ・ストライサンド（田中敦子） - ニック・アーンスティン: オマー・シャリフ（小山力也） - ローズ・ブライス: ケイ・メドフォード - ジョージア・ジェイムス: アン・フランシス - フローレンツ・ジーグフェルド・ジュニア: ウォルター・ピジョン - エディ・ライアン: リー・アレン - ストラコシュ夫人: メイ・クウェステル | - ブランカ: ジェラルド・モア - キーニー: フランク・フェイレン - エマ: ミティ・ローレンス - オマリー夫人: ガートルード・フリン - ミーカー夫人: ペニー・サントン - 支配人: ジョン・ハーモン - メイド: ルース・クリフォード（クレジット無し） |

## 制作

### 発展

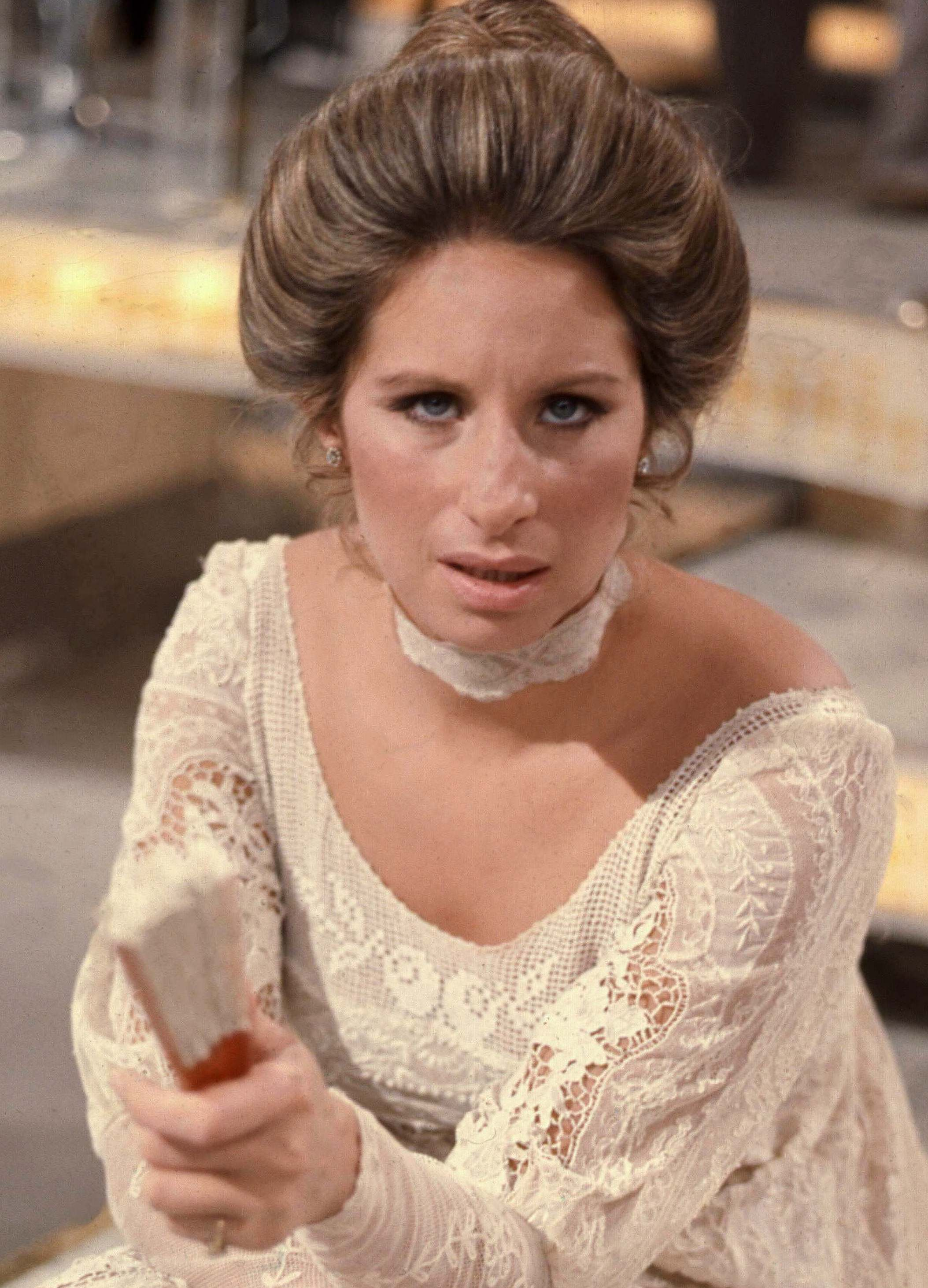
バーブラ・ストライサンド

当初、イソベル・レナートは、ファニー・ブライスの義理の息子のレイ・スタークのプロデュースによるドラマ映画『My Man』として脚本を執筆していた。興味を示す映画会社はなかったが、ヴィンセント・ドンヒューは舞台でのミュージカルに作り替えることを提案した。レナートは舞台用に脚本を作り替え、バーブラ・ストライサンド主演のブロードウェイ・ミュージカル『ファニー・ガール』としてヒットさせた。
ストライサンドは映画出演の経験はなかったが、スタークにとってストライサンドが最初で最後のブライス役女優となった。スタークは「バーブラはファニーの一部であり、ファニーはバーブラの一部であると感じ、バーブラ以外にファニー役は考えられなかった」と語っている。しかしコロンビア ピクチャーズの重役はシャーリー・マクレーンをファニー役に希望した。マクレーンとストライサンドは歳は違うが誕生日が同じ親友であり、2人共同じ役の候補になったことに驚いた。スタークはストライサンドを配役しないなら映画化の権利を認めないと主張したため、コロンビアはストライサンドの配役を了承した。
マイク・ニコルズ、ジョージ・ロイ・ヒル、ジーン・ケリーが監督に検討されたが、シドニー・ルメットが契約した。6ヶ月間、製作準備をしていたが、ルメットは方向性の違いにより降板し、ウィリアム・ワイラーが後継した。ワイラーは受賞歴もあるベテラン監督だが、『サウンド・オブ・ミュージック』(1965年)の監督を務めるはずであったが『コレクター』(1965年)を監督するため降板しており、ミュージカル映画の監督経験はなかった。当初、ワイラーは聴力が酷く衰えておりミュージカル映画の監督は困難ではないかと危惧してスタークのオファーを断っていた。熟考の末、ワイラーはスタークに「ベートーヴェンに『英雄』が書けるなら、ウィリアム・ワイラーもミュージカルができるだろう」と語った。
ストライサンドはワイラーを知らず、『ベン・ハー』(1959年)でアカデミー監督賞を受賞した監督と聞き、『ベン・ハー』が男性中心の作品であることから「ワイラーは女性とはどうだろう。女優とはうまくやれるだろうか」と語った。ワイラーは『ローマの休日』(1953年)を監督し、それまでほぼ無名であったオードリー・ヘプバーンを抜擢し、アカデミー賞において主演女優賞を含む3部門を受賞していた。ワイラーは「ヘプバーンなしではこの映画は撮れなかった」と語っている。ヘプバーンの情熱はワイラーにベティ・デイヴィスを想起させ、ワイラーはヘプバーンに関して「映画の出演経験がなく、よくいるグラマー・ガールとは異なるため、主役に起用するのはリスクがあった」と語った。

### 配役

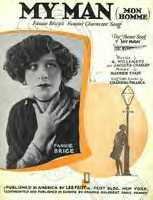
本作フィナーレでストライサンドは、グラミーの殿堂入りを果たしたブライスの代表曲「マイ・マン」（1921年）を歌う。

スタインはニック・アーンスティン役にフランク・シナトラを希望したが、シナトラは役柄を深め新曲を追加することを条件とした。スタークはシナトラは歳を取り過ぎていると感じ、ケイリー・グラントはシナトラより11歳年上であるがグラントのようにより上品な人物を希望した。マーロン・ブランド、グレゴリー・ペック、ショーン・コネリー、デビッド・ジャンセン、ジェームズ・ガーナーが候補者となった。ワイラーはスタジオの食堂で昼食中のエジプト人のオマー・シャリフを見つけ、ユダヤ人のストライサンドの相手役に配役した。イスラエルとエジプトの間の第三次中東戦争が勃発し、スタジオの重役たちはシャリフの降板を検討したが、ワイラーもストライサンドもシャリフを降板させるなら自分も降板すると宣言した。その後、ファニーとニックのラヴシーンのスチール写真がエジプトのメディアで公開され、シャリフの市民権を無効にすることを求める運動が起こった。この問題について尋ねられたストライサンドは「カイロが怒ったと思うか？私のローズ叔母からの手紙を読むといい」と応えた。
アン・フランシスが新たな役である「ジーグフェルド・フォリーズ」のコーラスガールのリーダーに配役された。
ストライサンドのブロードウェイ・デビュー作『I Can Get It for You Wholesale』で振付を担当した振付師のハーバート・ロスがミュージカル・シーンの演出をした。

### 撮影
1967年7月、リハーサルおよび楽曲の事前収録が開始した。事前収録の間、ストライサンドは納得いくまで何度も撮り直しを要求し、セットでは完璧主義を発揮し、ワイラーと衣裳や映像についてしばしば口論となった。
1967年8月、主要撮影が始まり、12月までに終了した。ストライサンドの最初の撮影はニュージャージー州のもう使用されていない列車停車場で、列車から降りてカメラマンの要求に応じてポーズをとるシーンであった。異なる角度から撮影するためミュージカル曲を何度も歌わねばならず、ストライサンドにとって思っていたより難しかった。『パレードに雨を降らせないで』の空撮は専門家のネルソン・タイラーが特別な装置を開発せねばならなかった。本作公開前、ストライサンドとアン・フランシスの共演シーンを多くカットされ、フランシスはクレジットから自分の名前を削除することを求めたが応じられなかったとされる。のちにストライサンドはいずれのシーンもワイラーにカットを頼んだことはなく、公開版はワイラーの決定によるもので自分の意見が反映されたものではないと語った。フランシスは「バーブラと確執がある訳ではない。しかしあの映画がやったことは『ガス燈』のようなものだった。私を激怒させたのは、私に何も言わずカットした彼らのやり方である。もし彼らが私に礼儀正しければバーブラが気分を害すると恐れたのでしょう」と語った。ブライスを有名にした楽曲「マイ・マン」の撮影は終盤に行なわれた。シャリフはストライサンドの感情を高め、悲壮感を表すのを助けるために撮影現場に訪れた。このシーンは少なくとも10テイク撮影された。スタークは予算を800万ドルとして、壮大なミュージカルの半分の予算で2倍の収益と考えていた。

## 公開
公開に先駆けて、コロンビア・ピクチャーズは宣伝のため「"This Is Streisand"」、「"Barbra in Movieland"」、「"The Look of Funny Girl"」の3本の中編映画を制作した。

## 楽曲
1. 序曲 "Overture"
2. "If a Girl Isn't Pretty" – ストラコシュ夫人、ローズ、ファニー
3. "I'm the Greatest Star" – ファニー
4. "Rollerskate Rag" – ファニー、ローラースケート・ガールズ
5. "I'd Rather Be Blue Over You (Than Happy With Somebody Else)" – ファニー
6. "Second Hand Rose" – ファニー
7. "His Love Makes Me Beautiful" – ファニー、『ジーグフェルド・フォリーズ』アンサンブル
8. "People" – ファニー
9. "You Are Woman, I Am Man" – ニック、ファニー
10. パレードに雨を降らせないで "Don't Rain on My Parade" – ファニー
11. "Entr'acte"
12. "Sadie, Sadie" – ファニー、ニック
13. "The Swan" – ファニー
14. "Funny Girl" – ファニー
15. マイ・マン "My Man" – ファニー
16. "Exit Music"

当初18曲が使用され、160分の上映時間中60分が楽曲であった。アーンスティンはソロ曲「"Temporary Arrangement"」があった。原作ミュージカルから7曲がカットされ、「"Rollerskate Rag"」、「"The Swan"」、「"Funny Girl"」はブライスとは関連はなく、ストライサンドのために特別に作曲された。
楽曲「"People"」は元々1964年のアルバム『People』に収録されていたが、本作のために異なるテンポで歌詞を追加して再びレコーディングされた。ブライスのキャリアにおいて「マイ・マン」、「"Second Hand Rose"」、「"I'd Rather Be Blue"」はしばしば演奏されていたため、楽曲として使用された。
1985年のショーン・コンシダインの書籍「Barbra Streisand: The Woman, the Myth, the Music」の中で、スタインは本作の編曲に不満があったことが明かされた。スタインは「ポップ調に編曲され、原作のミュージカルから8曲が削除され、複数の新曲の作曲を依頼された。彼らは成功を目指していない。MGMのようなハリウッドのミュージカルの古いやり方であった。彼らはいつも自分の目線で変更し、それがいつも間違っている。彼らが台無しにした私のミュージカルの中で『ファニー・ガール』は最高の作品だった」と語った。

### サウンドトラック
1968年、コロムビア・レコードから本作のサウンドトラック・アルバムがリリースされた。

## 興行収入
1968年9月18日、ニューヨークにあるクライテリオン・シアターで初上映され、チケット料金は100ドルであった。ストライサンドにとって映画スターとして初のプレミア上映で、童心に返ったと語った。1968年10月9日、エジプシャン・シアターにてハリウッド・プレミアが行なわれた。興行収入2,490万ドルをあげ、本作は1968年のアメリカ映画最高の興行収入を記録した。

## 受賞歴
アカデミー賞において8部門のノミネートされ、映画デビュー作のストライサンドが主演女優賞を受賞した。コロムビアからノミネートされた『オリバー!』が作品賞を受賞し、コロムビアにとって19部門ノミネートとなり、1つの映画会社のミュージカル映画で年間最多ノミネートとなった。ゴールデングローブ賞において4部門にノミネートされ、ストライサンドは主演女優賞を受賞した。
| 賞                             | 部門                                             | ノミネート者                                                       | 結果       |
| ------------------------------ | ------------------------------------------------ | ------------------------------------------------------------------ | ---------- |
| アカデミー賞                   | 作品賞                                           | レイ・スターク                                                     | ノミネート |
| アカデミー賞                   | 主演女優賞                                       | バーブラ・ストライサンド                                           | 受賞       |
| アカデミー賞                   | 助演女優賞                                       | ケイ・メドフォード                                                 | ノミネート |
| アカデミー賞                   | 撮影賞                                           | ハリー・ストラドリング                                             | ノミネート |
| アカデミー賞                   | 編集賞                                           | ロバート・スウィンク、モウリー・ワイントロープ、ウィリアム・サンズ | ノミネート |
| アカデミー賞                   | 作曲賞                                           | ウォルター・シャーフ                                               | ノミネート |
| アカデミー賞                   | 歌曲賞                                           | "Funny Girl" – ジューリー・スタイン、ボブ・メリル                  | ノミネート |
| アカデミー賞                   | 録音賞                                           | コロンビア・スタジオ録音局                                         | ノミネート |
| アメリカ映画編集者協会賞       | 長編映画編集賞                                   | ロバート・スウィンク、モウリー・ワイントロープ、ウィリアム・サンズ | ノミネート |
| 英国アカデミー賞               | 主演女優賞                                       | バーブラ・ストライサンド                                           | ノミネート |
| 英国アカデミー賞               | 撮影賞                                           | ハリー・ストラドリング                                             | ノミネート |
| 英国アカデミー賞               | 衣裳デザイン賞                                   | アイリーン・シャラフ                                               | ノミネート |
| ダヴィッド・ディ・ドナテッロ賞 | 海外女優賞                                       | バーブラ・ストライサンド                                           | 受賞       |
| 全米監督協会賞                 | 長編映画監督賞                                   | ウィリアム・ワイラー                                               | ノミネート |
| ゴールデングローブ賞           | 映画部門 作品賞 (ミュージカル・コメディ部門)     | 映画部門 作品賞 (ミュージカル・コメディ部門)                       | ノミネート |
| ゴールデングローブ賞           | 映画部門 主演女優賞 (ミュージカル・コメディ部門) | バーブラ・ストライサンド                                           | 受賞       |
| ゴールデングローブ賞           | 監督賞                                           | ウィリアム・ワイラー                                               | ノミネート |
| ゴールデングローブ賞           | 主題歌賞                                         | "Funny Girl" – ジューリー・スタイン、ボブ・メリル                  | ノミネート |
| ローレル賞                     | トップ・ロードショー                             | トップ・ロードショー                                               | 受賞       |
| ローレル賞                     | コメディ女優賞                                   | バーブラ・ストライサンド                                           | 受賞       |
| ローレル賞                     | 助演女優賞                                       | ケイ・メドフォード                                                 | ノミネート |
| 国立フィルム保存委員会         | アメリカ国立フィルム登録簿                       | アメリカ国立フィルム登録簿                                         | Inducted   |
| Society of Camera Operators    | 歴史的撮影                                       | ネルソン・タイラー                                                 | 受賞       |
| 全米脚本家組合賞               | アメリカ・ミュージカル脚本賞                     | イソベル・レナート                                                 | 受賞       |

## ホーム・メディア
2001年10月23日、DVDリージョン1でリリースされた。2013年4月30日、DVDと同じボーナス映像が収録されたブルーレイがリリースされた。ストライサンドの当時の最新出演映画『人生はノー・リターン 〜僕とオカン、涙の3000マイル〜』のブルーレイと同時発売であった。

## レガシー

### ユダヤ人女性の描かれ方
ジョイス・アントラーの著書『Talking Back: Images of Jewish Women in American Popular Culture』において、ストライサンドは本作などの映画でユダヤ人女性の豊かなイメージを作り出したと記されている。本作に関して「ストライサンドは明らかにユダヤ人の役柄を演じることができ、ファニー役で知的なユダヤ人女性を描く余地を築いた。この役でユダヤ人女性は賢く、コミカルで、美しく才能があることを表現した」と記した。
本作公開まで、ユダヤ人女性は男性の庇護下にあるというステレオタイプがあり、ストライサンドはこのステレオタイプを崩した。

### "Hello, gorgeous"
本作でストライサンドが発する第一声は「"Hello, gorgeous"（今日は、大スターさん）」である。アカデミー主演女優賞を受賞したストライサンドのコメントの第一声は、手にしたオスカー像を見ながら「"Hello, gorgeous"」であった。
公開以降、様々な映画で「"Hello, gorgeous"」が言及されている。『愛されちゃって、マフィア』（1988年）のミシェル・ファイファー演じるアンジェラ役が働くサロンの名になっている。『プロデューサーズ』（1968年）およびブロードウェイ・ミュージカル『プロデューサーズ』のマックス役がこの台詞を話が、ゼロ・モステルのイントネーションはストライサンドの言い方と異なる。この台詞はしばしばポピュラー・カルチャーで使用されている。
ショーン・ハリスは『Southcliffe』、『ボルジア家 愛と欲望の教皇一族』などのシリアスな作品で暗い役柄を演じることで知られるが、本作のストライサンドの演技を見て俳優を目指したと語っている。
2005年、「アメリカ映画の名セリフベスト100」において「今日は、大スターさん（"Hello, gorgeous"）」が第81位にランク付けされた。

## 続編
1975年、続編『ファニー・レディ』でストライサンドはブライス役を再演し、ブライスの3番目の夫でインプレサリオのビリー・ローズ 役のジェームズ・カーンと共演した。1974年4月から制作が開始し、1975年3月にプレミア上映され、批評家からは賛否両論であった。

## 日本でのミュージカル公演
- ブロードウェイ・ミュージカル『ファニー・ガール』
  - 公演時期：1980年2月
    - 主な出演者：鳳蘭、尾藤イサオ、三益愛子、岡田真澄
    - 演出：ジュリー・アーナル

  - 公演時期：2010年1月
    - 主な出演者：春野寿美礼、橋本じゅん、剣幸、綱島郷太郎
    - 演出： 正塚晴彦(宝塚歌劇団)